# تایمز اسکوئر
تایمز اسکوئر (در انگلیسی: Times Square) نام تقاطعی بسیار مشهور در محله منهتن در شهر نیویورک است. تایمز اسکوئر در تقاطع خیابان برادوی و خیابان هفتم قرار دارد. این میدان یک مرکز تجاری و گردشگری محبوب شهر نیویورک می‌باشد.

## نشان‌های معروف
تایمز اسکوئر یک تقاطع شلوغ از هنر و تجارت، همراه با تابلوهای تبلیغاتی فراوان است که برای جلب توجه بینندگان با هم رقابت می‌کنند. چند نمونهٔ معروف:
- غرفه TKTS (فروش بلیت موسیقی و تئاتر با تخفیف‌های ۲۰ تا ۵۰٪)
- تابلوی کوکاکولا
- شرکت Budweiser (تولیدکننده آبجو با الکل کم رنگ)
- استودیو میدان تایمز (محل ضبط برنامه‌های ABC، صبح بخیر آمریکا، نایت لاین و …)
- ساعت شورلت (یک ساعت آنالوگ نمایش داده شده در صفحهٔ دیجیتال)
- کافه هارد راک نیویورک
- سیاره هالیوود
- فروشگاه دیزنی
- مک دونالد

## نگارخانه

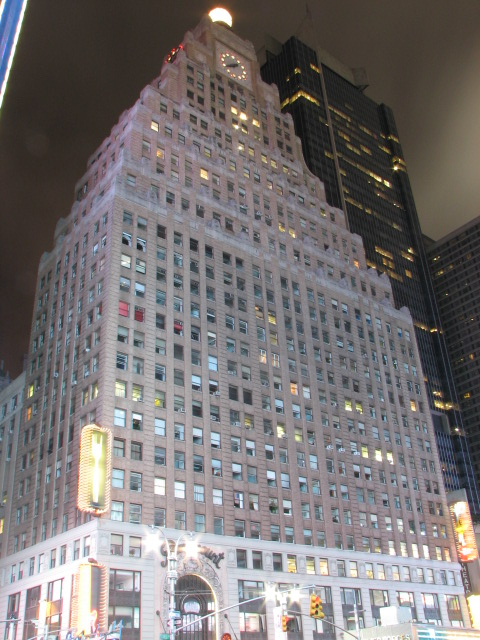
ساختمان پارامونت
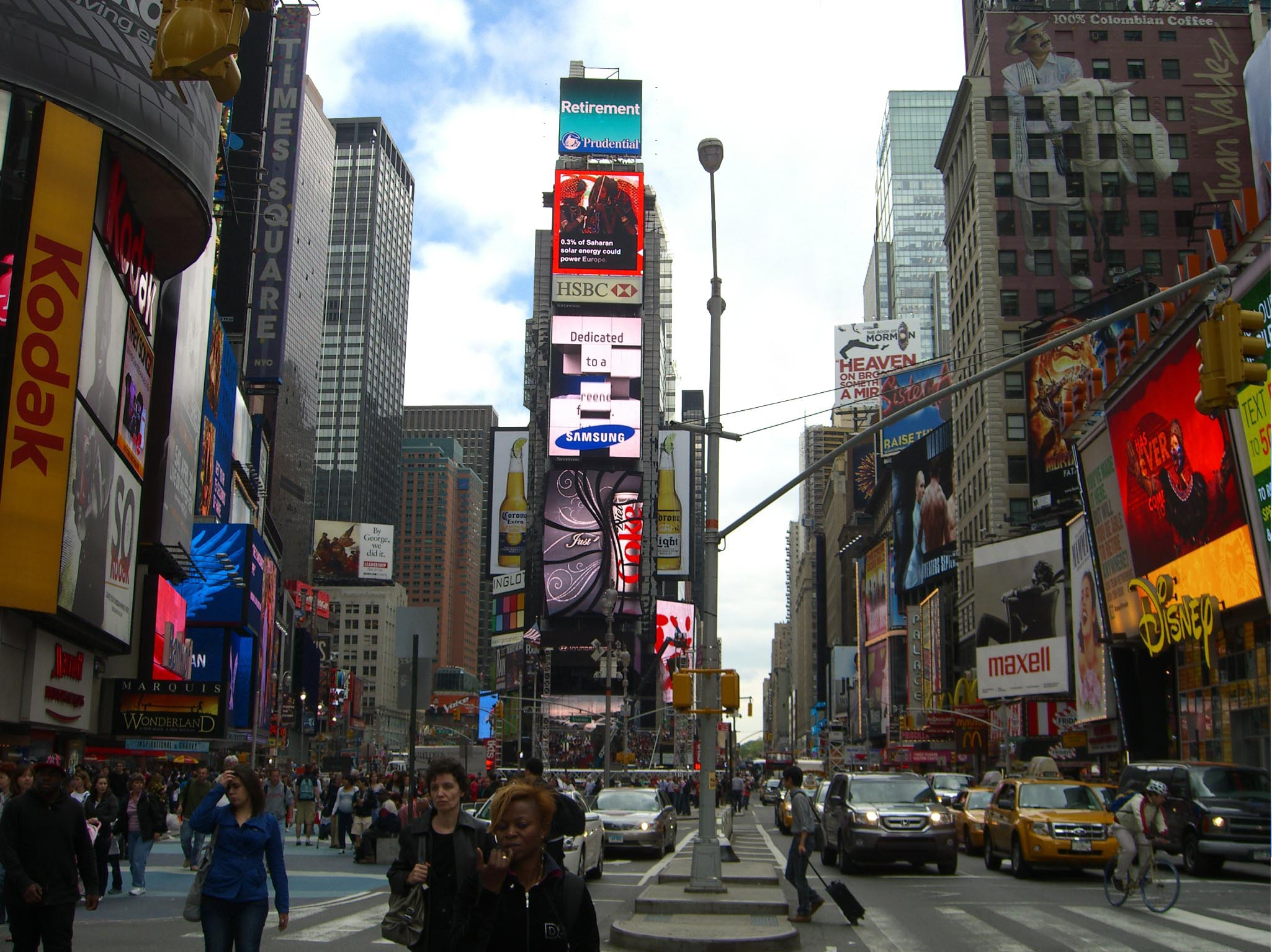
میدان تایمز
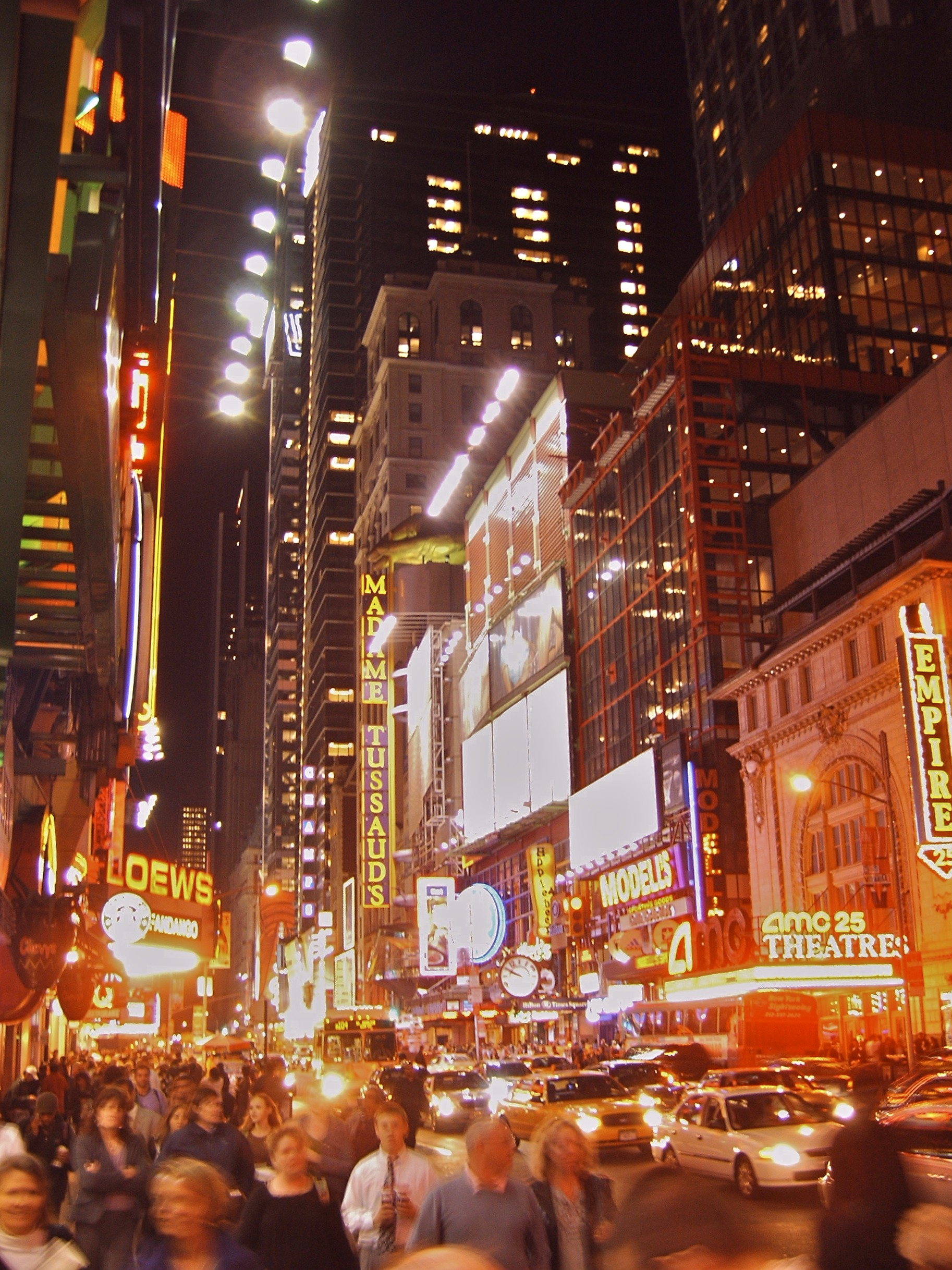
برادوی و میدان تایمز
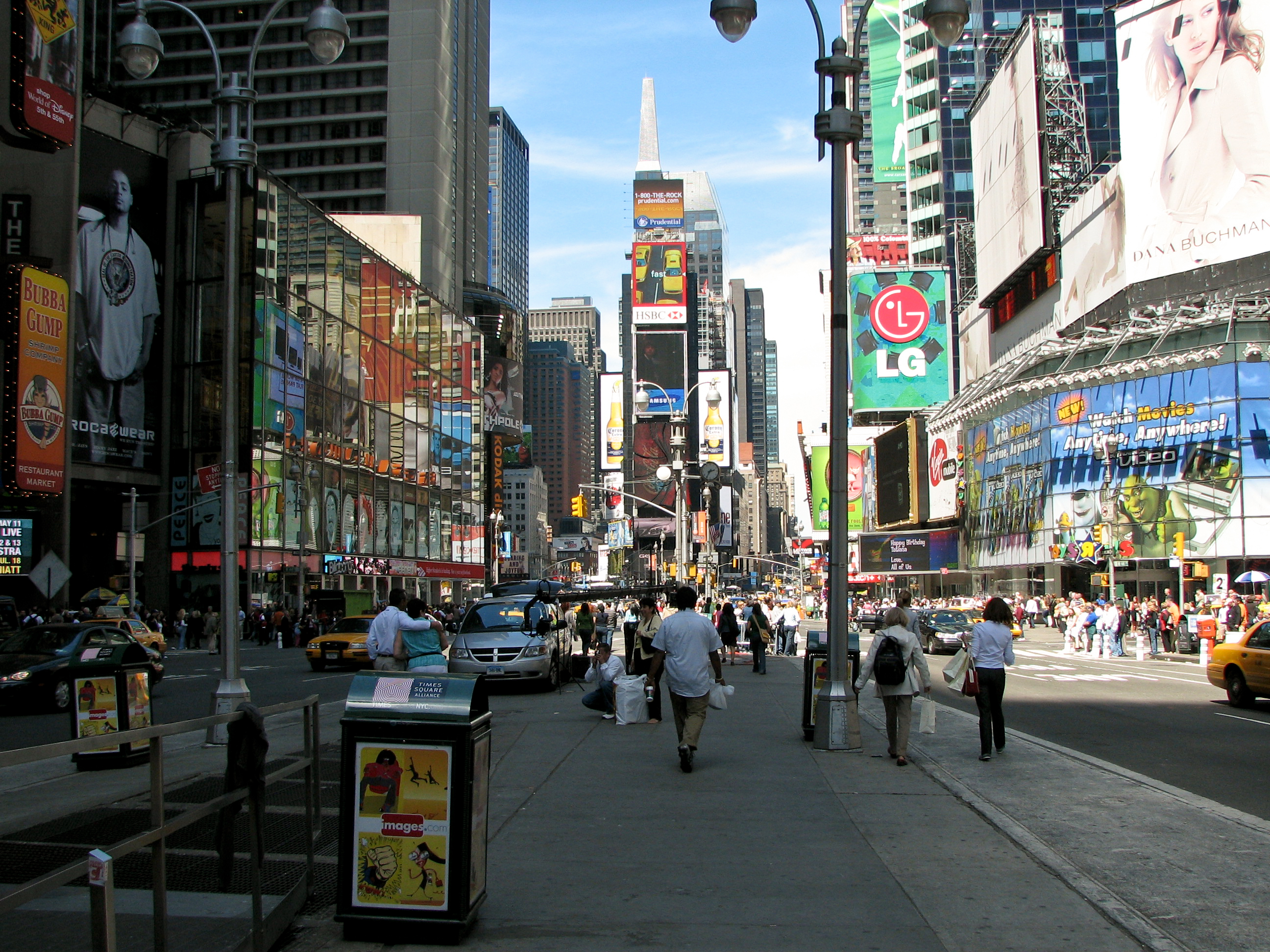
میدان تایمز شهر نیویورک
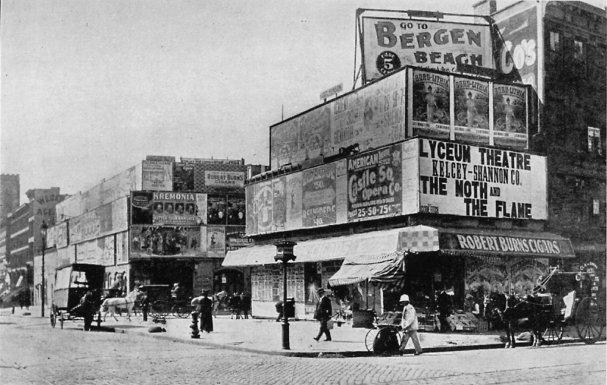
برادوی در سال ۱۸۸۰ میلادی
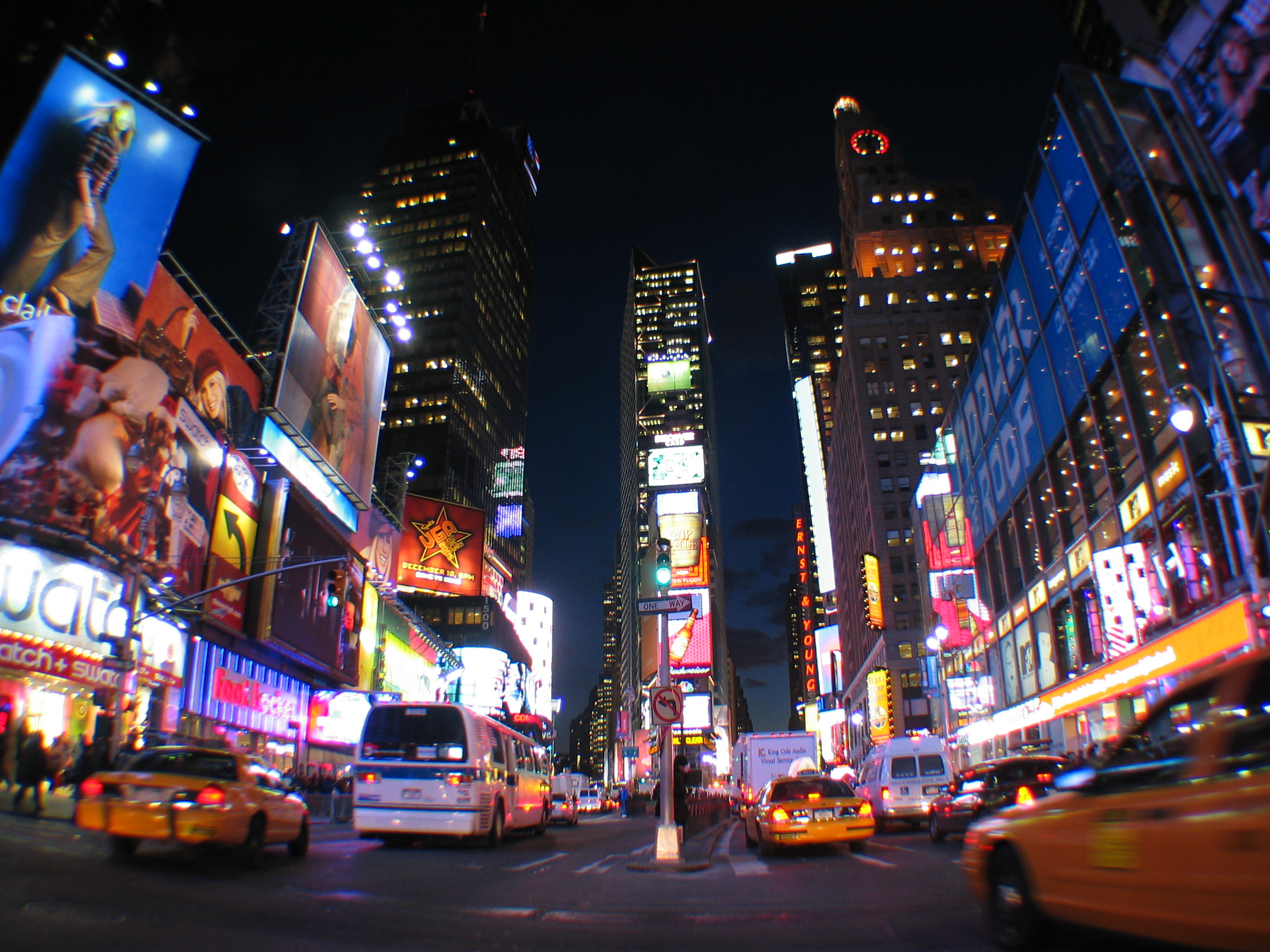
میدان تایمز شهر نیویورک